# Молодіжна збірна Вануату з футболу
Молодіжна збірна Вануату з футболу — національна молодіжна футбольна команда, що представляє Вануату на міжнародних змаганнях. Управляється Федерацією футболу Вануату. Вануату увійшла до ФІФА і ОФК у 1988 році.

## Історія
Молодіжна збірна Вануату дебютувала на турнірі ОФК ще в 1974 році, загалом в чемпіонаті ОФК брала участь 14 разів, найвище досягнення друге місце в 2014 та 2016. На останньому турнірі збірна кваліфікувалась на чемпіонат світу в Південній Кореї 2017 року, де посіла останнє місце в групі «В».

## Виступи на молодіжному чемпіонаті ОФК
| Молодіжний чемпіонат ОФК | Молодіжний чемпіонат ОФК | Молодіжний чемпіонат ОФК | Молодіжний чемпіонат ОФК | Молодіжний чемпіонат ОФК | Молодіжний чемпіонат ОФК | Молодіжний чемпіонат ОФК | Молодіжний чемпіонат ОФК | Молодіжний чемпіонат ОФК | Молодіжний чемпіонат ОФК |
| Рік                      | Раунд                    | І                        | В                        | Н                        | П                        | ГЗ                       | ГП                       | Різ                      | О                        |
| ------------------------ | ------------------------ | ------------------------ | ------------------------ | ------------------------ | ------------------------ | ------------------------ | ------------------------ | ------------------------ | ------------------------ |
| 1974                     | 3-є місце                | 3                        | 0                        | 1                        | 2                        | 3                        | 7                        | -4                       | 1                        |
| 1978                     |                          |                          |                          |                          |                          |                          |                          |                          |                          |
| 1980                     |                          |                          |                          |                          |                          |                          |                          |                          |                          |
| 1982                     |                          |                          |                          |                          |                          |                          |                          |                          |                          |
| 1985                     |                          |                          |                          |                          |                          |                          |                          |                          |                          |
| 1986                     |                          |                          |                          |                          |                          |                          |                          |                          |                          |
| 1988                     | Груповий етап            | 2                        | 0                        | 0                        | 2                        | 2                        | 8                        | -6                       | 0                        |
| 1990                     | 3-є місце                | 4                        | 2                        | 0                        | 2                        | 4                        | 10                       | -6                       | 4                        |
| 1992                     | 4-е місце                | 4                        | 1                        | 1                        | 2                        | 4                        | 9                        | -5                       | 3                        |
| 1994                     | 4-е місце                | 4                        | 2                        | 0                        | 2                        | 6                        | 6                        | 0                        | 6                        |
| 1997                     |                          |                          |                          |                          |                          |                          |                          |                          |                          |
| 1998                     | Груповий етап            | 3                        | 1                        | 0                        | 2                        | 15                       | 9                        | +6                       | 3                        |
| та 2001                  | Груповий етап            | 5                        | 4                        | 0                        | 1                        | 23                       | 4                        | +19                      | 12                       |
| та 2002                  | Груповий етап            | 2                        | 0                        | 1                        | 1                        | 2                        | 4                        | -2                       | 1                        |
| 2005                     | 3-є місце                | 5                        | 3                        | 0                        | 2                        | 12                       | 15                       | -1                       | 9                        |
| 2007                     | Груповий етап            | 6                        | 1                        | 2                        | 3                        | 8                        | 17                       | -9                       | 5                        |
| 2008                     |                          |                          |                          |                          |                          |                          |                          |                          |                          |
| 2011                     | 3-є місце                | 5                        | 4                        | 0                        | 1                        | 19                       | 5                        | +14                      | 12                       |
| 2013                     | 3-є місце                | 4                        | 2                        | 0                        | 2                        | 12                       | 7                        | +5                       | 6                        |
| 2014                     | 2-е місце                | 5                        | 3                        | 2                        | 0                        | 11                       | 4                        | +7                       | 11                       |
| та 2016                  | 2-е місце                | 5                        | 4                        | 0                        | 1                        | 7                        | 7                        | 0                        | 12                       |
| та 2018                  | Груповий етап            | 3                        | 0                        | 0                        | 3                        | 2                        | 11                       | -9                       | 0                        |
| Разом                    | 15                       | 60                       | 27                       | 7                        | 26                       | 130                      | 123                      | +7                       | 85                       |

- — країна-господар фінального турніру

## Досягнення
- Молодіжний чемпіонат ОФК
  -  Віце-чемпіон (2): 2014, 2016
  -  3-є місце (5): 1974, 1990, 2005, 2011, 2013